# Ніфтрік
Ніфтрік (нід. Niftrik) — село в нідерландській провінції Гелдерланд. Входить до муніципалітету Віхен.
Перша згадка про поселення датується 1117-им роком. До 1818 року мало статус окремого муніципалітету.

## Галерея

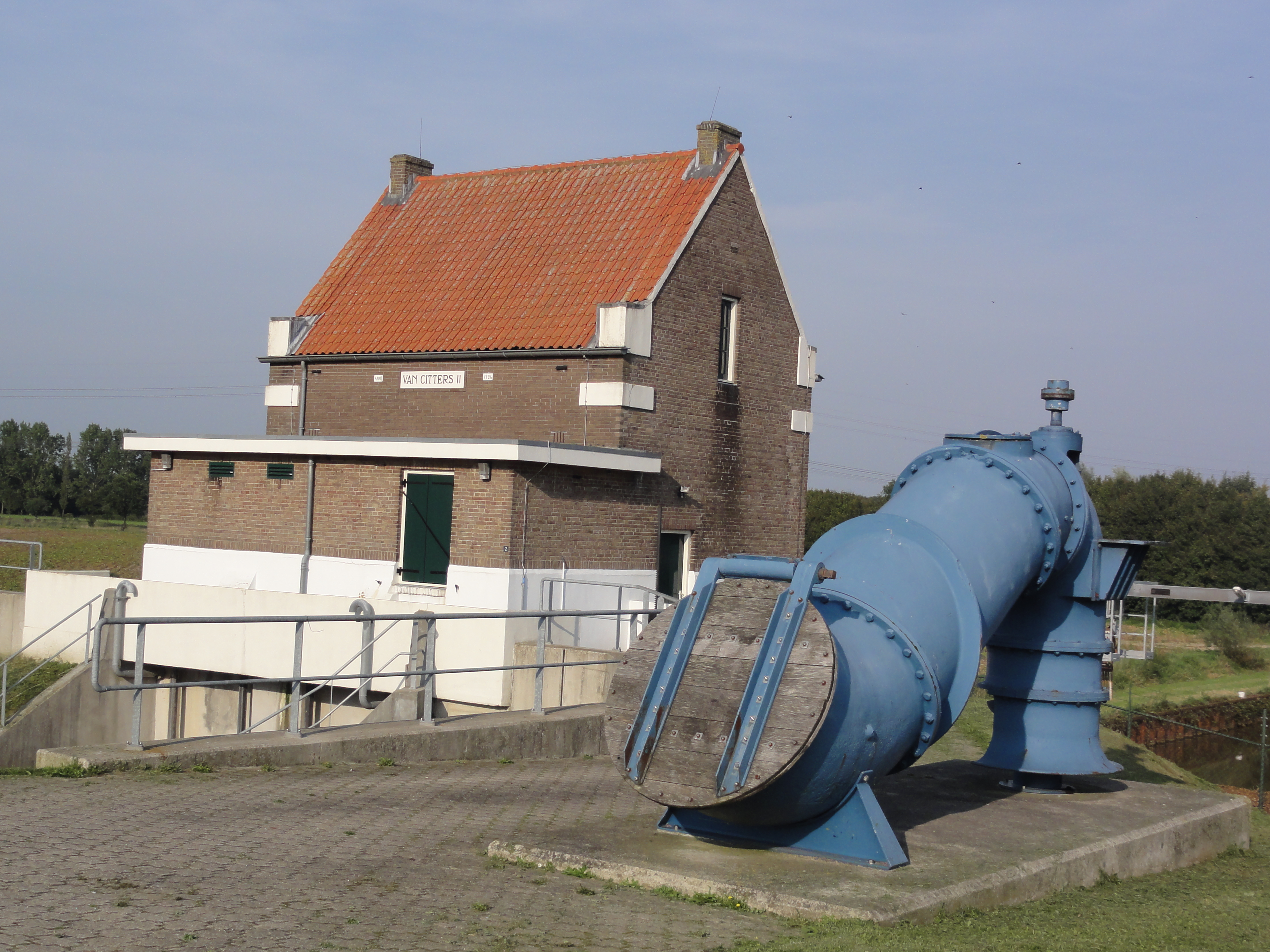
Насосна станція
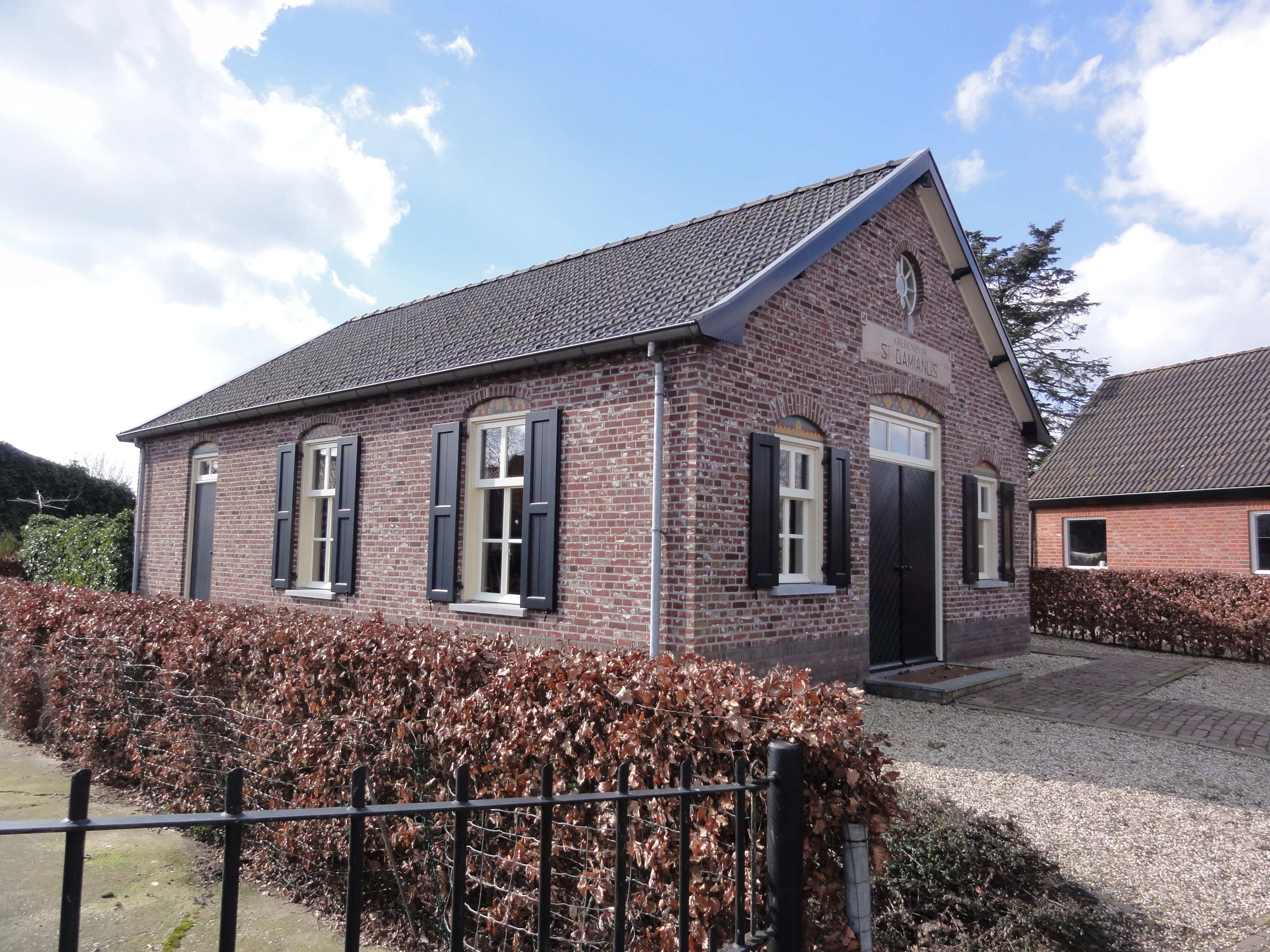
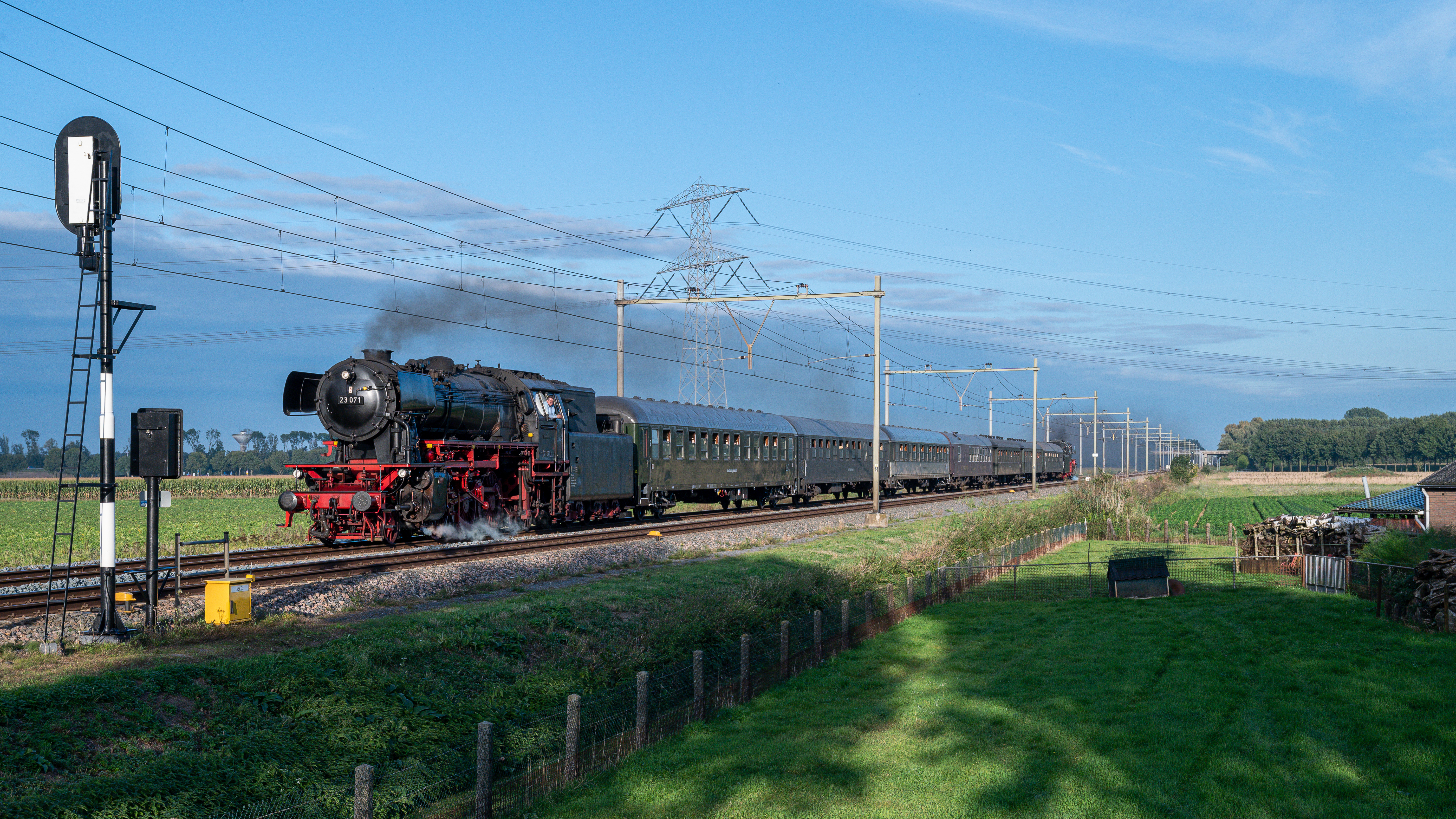
Паровоз
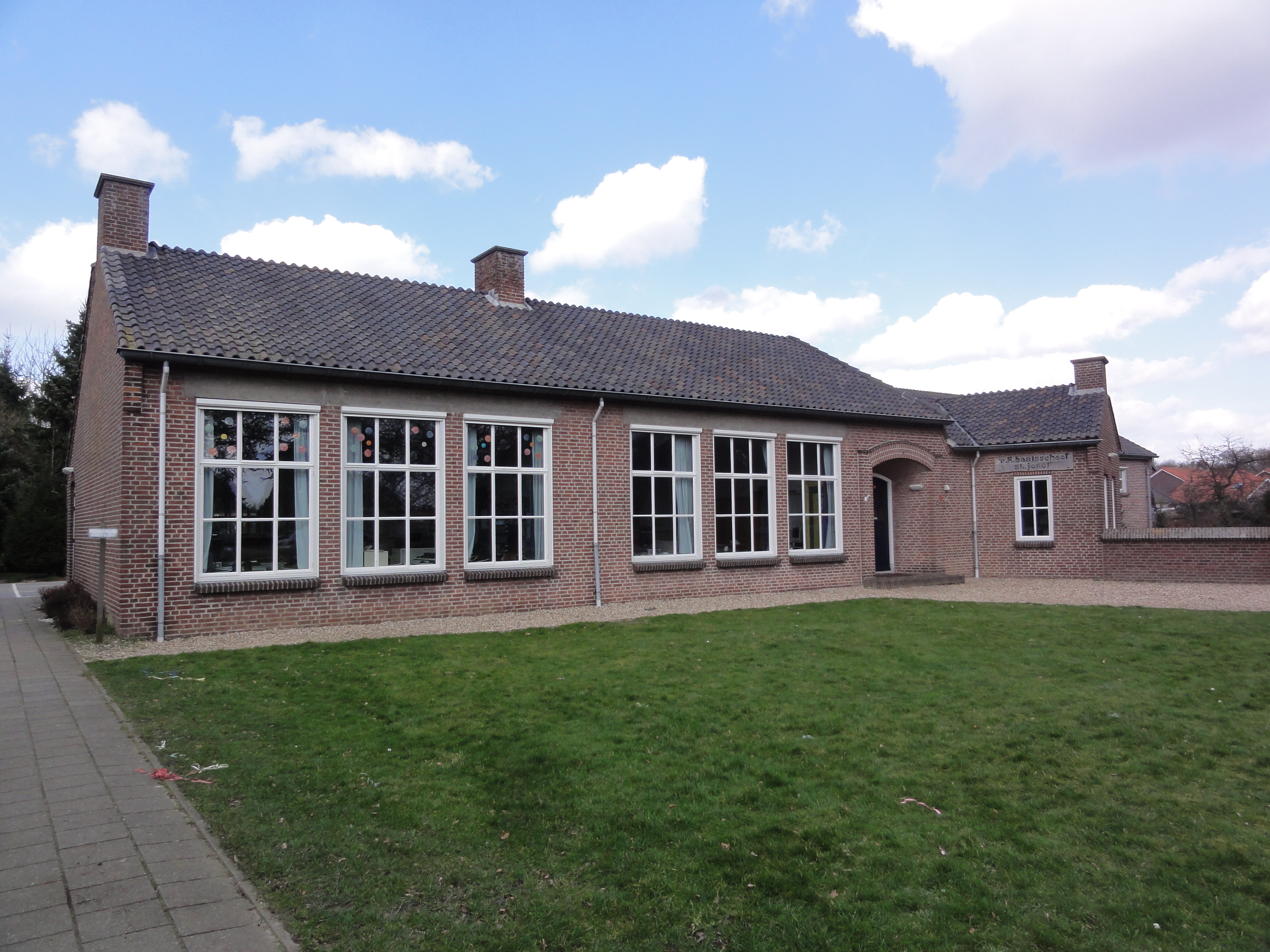
Приміщення школи